# アリックス・ド・トゥアール

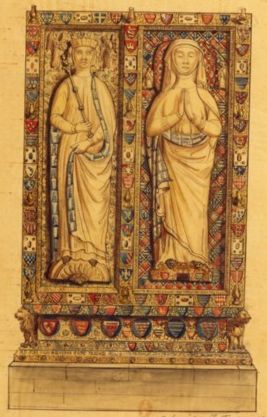
アリックス・ド・トゥアールとその娘ヨランドの墓碑

アリックス・ド・トゥアール（Alix de Thouars、1200年頃 - 1221年10月21日）は、ブルターニュ女公（在位：1203年 - 1221年）、リッチモンド女伯（在位：同）。

## 生涯
ブルターニュ女公コンスタンスと、ブルターニュ総督であるその夫ギー・ド・トゥアールの長女として生まれた。ブルターニュ公女アリエノール（エレノア）は異父姉、ブルターニュ公でイングランド王ジョン（欠地王）に殺害されたアルテュール1世（アーサー）は異父兄にあたる。1201年にコンスタンスは次女カトリーヌを出産し急逝した。
最初パンティエーヴル伯アンリ2世・ド・アヴォグールと婚約したが、フランス王フィリップ2世の介入によって解消し、カペー家の傍系ドルー伯の次男であるピエール・ド・ドルーと結婚した。1213年よりピエールはブルターニュ摂政の称号を与えられた。ピエールとの間に以下の3子をもうけた。
- ジャン1世（1217年頃 - 1286年） - ブルターニュ公
- ヨランド（1218年 - 1272年） - ラ・マルシュ伯およびアングレーム伯ユーグ11世（ユーグ10世・ド・リュジニャンの子）の妻
- アルテュール（1220年 - 1224年）

異父兄アーサーの後を継いでブルターニュ女公、リッチモンド女伯となったが、一方で異父姉エレノアもリッチモンド女伯を名乗り続けていた。アリックスは1203年から死去までリッチモンド女伯位を用いた。
アリックスは1221年に亡くなり、1225年に母コンスタンスと同じナント近郊のノートルダム・ド・ヴィルヌーヴ修道院に埋葬された。